# Чарок

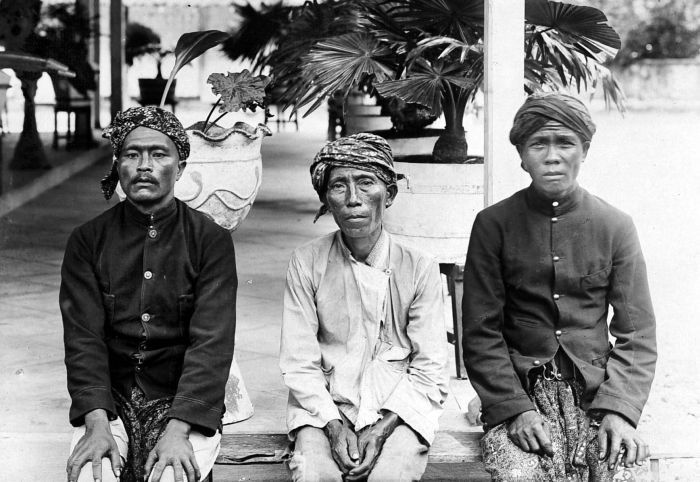
Мадурцы в национальных костюмах

Чаро́к (мад. и индон. carok, буквально — «бой чести») — обычай, существующий среди мадурцев, одного из народов Индонезии: поединок либо, реже, бой с участием нескольких человек, служащий средством отмщения за оскорбление или решения бытового конфликта. Представляет собой подобие европейской дуэли, однако имеет ряд существенных отличительных черт. Происхождение этого обычая относят к XVII—XVIII векам и связывают его с началом освоения острова Мадура нидерландскими колонизаторами.
Орудием для выяснения отношений традиционно служит челурит — национальный мадурский серп. Несмотря на многолетние усилия индонезийских властей, правоохранительных органов и мусульманского духовенства по искоренению чарока, этот обычай сохраняется в современном мадурском обществе, пусть и далеко не в таких масштабах, как прежде. При этом традиционные неписаные правила, регулирующие различные его аспекты, соблюдаются всё менее строго, что постепенно размывает грань между «боем чести» и обычным криминалом.

## Исторические корни обычая

Остров Мадура

Этимологически слово «чаро́к» (мад. и индон. carok) восходит к старояванскому словосочетанию «эча́ча эро́к-оро́к» (яв. ecaca erok-orok), означающему «изрубление до смерти, расчленение». При этом в современном мадурском, как и в индонезийском языке, это слово означает исключительно «бой чести» и не используется в иных значениях.
Исторические корни чарока изучены достаточно слабо. Предполагается, что данный обычай не является древним: единого мнения о времени его возникновения нет, но даже сторонники наиболее давней датировки относят его лишь к концу XVII столетия. Дефицит письменных источников вынуждает исследователей данного вопроса опираться преимущественно на народные предания, анализ которых позволяет увязывать возникновение этого обычая с нидерландской колонизацией Мадуры, которая фактически началась в 1670-е годы и была законодательно закреплена несколько десятилетий спустя: восточная часть этого острова попала в зависимость от Нидерландской Ост-Индской компании в 1705 году, западная — в 1743 году.
Особой популярностью среди мадурцев пользуется история, приписывающая «изобретение» чарока легендарному местному герою Сакере, в основе которой, по мнению ряда историков, могут лежать реальные события конца XVIII — начала XIX века. Сакера был старшим надсмотрщиком на принадлежавшей Нидерландской Ост-Индской компании плантации сахарного тростника и пользовался большим уважением у её работников за то, что никогда не прибегал к жестокому обращению с ними и не заискивал перед хозяевами. Когда местный деревенский староста, стремясь угодить голландцам, стал обманом и угрозами заставлять селян уступить часть их земельных наделов для расширения плантации, Сакера не только не поддержал его, но, напротив, попытался уговорить земляков отстаивать землю. Последующие события излагаются в различных версиях. По одной из них, для устранения благородного надсмотрщика староста либо же сами голландцы напрямую наняли непорядочного деревенского удальца, который попытался зарубить Сакеру челуритом — мадурским национальным серпом, однако был повержен им с помощью того же оружия. После этого Сакера ударился в бега и превратился в народного мстителя: с помощью того же челурита он расправлялся с угнетателями крестьян, пока не был заманен в ловушку, схвачен и казнён. По другой версии, голландцы сразу же арестовали непокорного надсмотрщика, а пока тот сидел в тюрьме, к его жене стал домогаться один из местных приспешников нидерландской администрации. Узнав об этом, Сакера бежал из заключения и зарубил челуритом не только обидчика жены, но и сельского старосту, по милости которого он оказался в темнице. После этого его судьба складывалась примерно так же, как и в финале первой версии.           

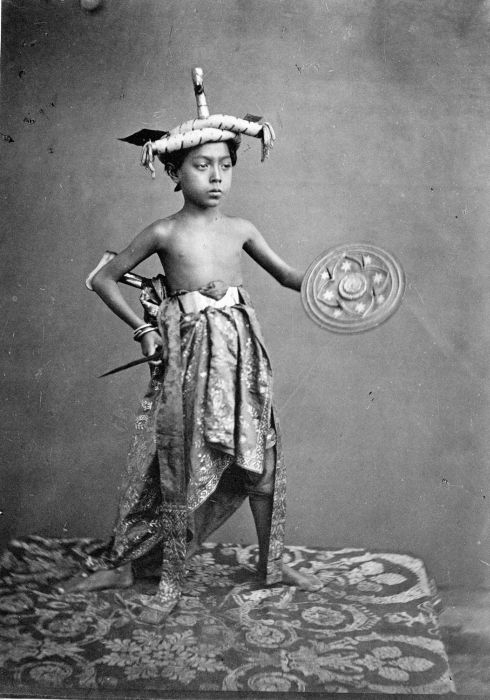
Мальчик-мадурец в национальном военном костюме с челуритом в руке. Фотография 1870-х годов

Вне зависимости от степени доверия к легендам о Сакере, историки склонны возлагать ответственность за возникновения чарока на нидерландских колонизаторов: в пользу этого высказываются не только индонезийские исследователи, но и их голландские коллеги — например, Хоб Де Йонге (нидерл. Hoob De Jonge), автор нескольких работ по истории Мадуры. Предполагается, что голландцы, стремясь закрепить свою власть над весьма многочисленным и в массе своей не слишком лояльным к ним населением Мадуры, целенаправленно провоцировали вражду между различными местными общинами — это якобы и привело к тому, что представители последних стали часто выяснять отношения с оружием в руках. Со временем чарок перестал носить межобщинный характер: вызывать друг друга на бой по той или иной причине стали жители одной и той же деревни и даже близкие родственники. Воспрепятствовать столь широкому распространению этого обычая не смогло даже однозначное осуждение его местным исламским духовенством — при том, что мадурцы, в отличие от многих других народов Индонезии, являются в огромном большинстве весьма ревностными мусульманами. Считается, что популяризации чарока в большой степени благоприятствовали особенности национального мадурского характера — обострённое чувство собственного достоинства, вспыльчивость и обидчивость, а также распространённый среди жителей острова культ мужской удали.
К концу XIX века обычай чарока окончательно сложился и укоренился, причём исключительно в среде общинного крестьянства, тогда как в среде мадурской знати, несмотря на её традиционную воинственность, он никак не проявлялся ни к тому времени, ни позднее. В этом состоит его важное отличие от европейской дуэли, практика которой, напротив, во все исторические периоды была ограничена высшими кругами общества. По мнению вышеупомянутого Хоба Де Йонге, причиной закрепления чарока именно в такой социальной нише было совершенно бесправное положение мадурских крестьян: в отличие от знати, они не могли найти правосудия ни у собственных феодальных правителей, ни у колониальной администрации, и поэтому были вынуждены решать свои споры с оружием в руках.
Другой отличительной чертой чарока является то, что поводом для «боя чести» на Мадуре стали служить не только те или иные виды оскорбления достоинства человека или его близких, но и обстоятельства откровенно меркантильного характера, категорически неприемлемые в качестве повода для дуэли у европейцев. Как на ранних этапах существования этого обычая, так и в последующем обычным делом был вызов на поединок из-за задержки с выплатой долга, споров при дележе наследства, урожая или рыбного улова, при использовании земельных участков или водных источников.

## Основные правила чарока

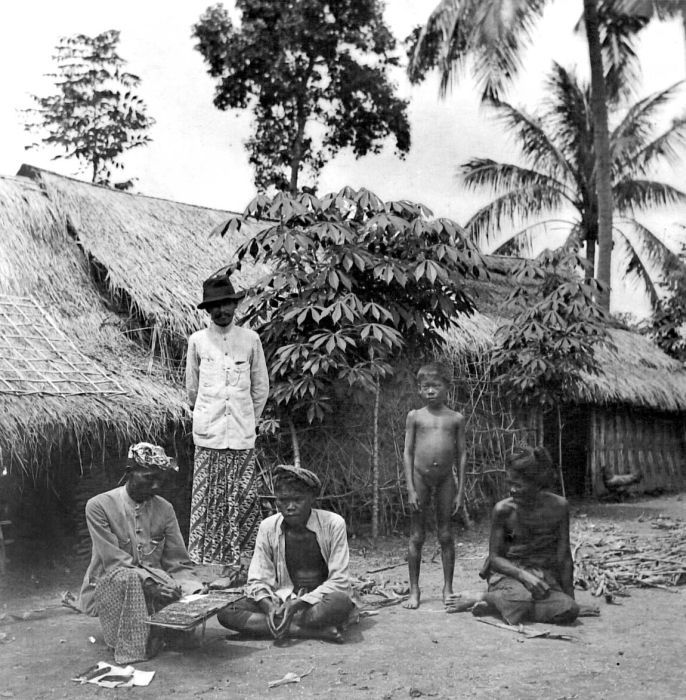
Мадурские крестьяне. Фото 1920 года

К концу нидерландского колониального владычества среди мадурского простонародья сложились определённые правила чарока, носящие, впрочем, достаточно общий характер и никогда не фиксировавшиеся в письменном виде — в отличие от весьма детальных писаных европейских дуэльных кодексов. В соответствии с этими неписаными нормами, уклонение от вызова считается крайне постыдным: отказавшийся от чарока становится изгоем общества, за ним до конца дней закрепляется репутация «не мужчины» и «не мадурца».
Время и место чарока противники согласовывают между собой напрямую, однако в прошлом за соответствующими указаниями они нередко обращались к руководству крестьянской общины или представителям феодальной аристократии — в подобных публично анонсированных случаях поединок часто проводился при большом стечении зрителей. Бой обычно продолжается до гибели или ранения одного из противников. Если раненым оказывается ответчик, то инцидент, ставший причиной чарока, обычно считается исчерпанным. Если же ранение получает истец, то продолжение мщения после выздоровления остается на его усмотрение, при этом вне зависимости от его решения он сохраняет своё достоинство в глазах местного общества. В случае отсутствия у него претензий к сопернику инцидент опять же считается исчерпанным. Раны, полученные на чароке, традиционно служат предметом гордости мадурца и способствуют весьма значительному повышению его авторитета среди односельчан. Вообще, сам факт участия в чароке почти в любом случае благоприятен для репутации мадурского мужчины: победа, естественно, приносит особый почёт, однако даже проигранный «бой чести» считается свидетельством мужества. Исключение в этом плане составляют случаи, когда один из противников бежит с поля боя до получения серьёзного ранения — такой беглец обречён на бесчестие.
Чаще всего чарок проводится в форме поединка. В то же время, если с одной из сторон в конфликт было вовлечено более одного человека, в бой на стороне того, кто оказался в меньшинстве, могут вступить его друзья или родственники — даже в том случае, если никто из них не имеет отношения к поводу, спровоцировавшему чарок. Однако подобное уравновешивание сил не является обязательным: известны многочисленные случаи, когда истцу или ответчику приходилось сражаться сразу с несколькими противниками, либо же, когда в бою сталкивались разные по численности группы противников. Возможность подобного численного неравенства является ещё одним существенным отличием чарока от европейской дуэли.

Челурит — традиционное оружие и символ чарока

Иногда гибель человека в результате чарока становилась поводом для вызова убийцы на бой кем-то из родственников погибшего — в этом случае чарок фактически превращался в кровную месть, которая могла продолжаться на протяжении многих лет или даже десятилетий, переходя из поколение в поколение. Известны случаи, когда родня умышленно хоронила жертву чарока не на кладбище, а в непосредственной близости от дома, чтобы могила служила постоянным напоминанием о необходимости отомстить убийце. Подобное чаще всего практиковалось в семьях, в которых после чарока не оставалось взрослых мужчин, способных взять в руки оружие, и потенциальным мстителям предстояло ещё подрасти.
С самого начала в качестве орудия чарока утвердился челурит — национальный мадурский серп, тогда как использование какого-либо другого оружия для выяснения отношений стало считаться недопустимым. Это обстоятельство исследователи связывают с тем, что в период становления данного обычая на Мадуре действовал запрет на ношение холодного оружия, введённый колониальной администрацией для уменьшения риска мятежей среди непокорных островитян. Соответственно, челурит оказался единственным вооружением, доступным для местных жителей — благо, что от серпов, принятых у большинства других народов Малайского архипелага, он отличается относительно прямым лезвием, облегчающим его использование в качестве клинкового оружия. Являющийся основным орудием труда местных земледельцев, челурит часто носят на поясе в ножнах подобно ножу или кинжалу. Восприятие его в качестве орудия двойного назначения — не только сельскохозяйственного, но и боевого, настолько укоренилось среди мадурцев, что приёмы с использованием этого серпа стали неотъемлемым элементом местной разновидности боевого искусства силат.
Важной составляющей традиции чарока является заблаговременная подготовка челурита к кровопролитию с помощью заговора: хозяин произносит над своим серпом особые заклинания, которые призваны принести удачу в бою. Челурит, принесший победу в поединке, в старое время было принято хранить как ценную реликвию: победители чарока обычно даже не стирали с клинка серпа кровь соперника, чтобы она служила зримым напоминанием о выигранной схватке. Столь значимая, практически сакральная роль челурита в чароке привела к тому, что это орудие, несмотря на своё изначальное мирное предназначение, прочно утвердилось в качестве символа данного обычая.

## Чарок в современности
К моменту вхождения Мадуры в 1950 году в состав независимой Республики Индонезии чарок практиковался среди местного населения весьма широко. Республиканские власти сочли этот обычай серьёзным вызовом общественной безопасности и повели активную борьбу с ним. При этом какой-то специализированной статьи на этот счёт в уголовном кодексе Индонезии заведено не было: случаи чарока квалифицируются как умышленное убийство или покушение на убийство, что предусматривает наказание в виде лишения свободы сроком до пожизненного, а при убийстве нескольких человек или иных особо отягчающих обстоятельствах — смертную казнь.
Карательные меры сочетались с проведением на Мадуре соответствующей информационно-пропагандистской работы. Особенно мощная пропагандистская кампания против чарока была развёрнута в 1980-е годы. Одной из её средств было широкое распространение среди населения острова листовок, сообщающих о суровом уголовном наказании за подобное выяснение отношений, а также напоминающих о возможности решать спорные вопросы в судебном порядке.
Усилия индонезийских властей и правоохранительных органов имели ограниченный эффект: к концу XX века практика чарока заметно сократилась, однако этот обычай по-прежнему сохранился среди мадурцев. Так, в 1990-е годы в каждом из четырех округов Мадуры ежегодно регистрировалось по несколько десятков случаев «боёв чести». При этом, по признанию местных властей, полицейская статистика учитывала преимущественно те чароки, которые заканчивались летальным исходом или тяжёлыми ранениями, требующими госпитализации, тогда как немало дуэлей на челуритах, имевших менее трагические результаты, оставались неучтёнными. В результате по статистике умышленных убийств Мадура стабильно остаётся на одном из первых мест среди регионов Индонезии: соответствующий показатель здесь вдвое выше, чем в целом по провинции Восточная Ява, к которой относится остров, и в полтора раза выше общенационального.
Как и прежде, поводом для вызова на бой чаще всего служат оскорбления чести и достоинства, но нередко браться за челуриты заставляют и бытовые конфликты. Так, например, по криминальной статистике, зафиксированной в начале 1990-х годов в Банкалане, самом густонаселённом из четырёх мадурских округов, более 60 % случаев чарока происходило из-за приставания к чужой жене или родственнице, при этом приставанием могли считаться не только, например, непристойные преложения или прикосновения, но и вполне корректный разговор, заведённый, однако со слишком близкого расстояния, или даже чрезмерная улыбчивость. В 17 % случаев на поединок в Банкалане вызывали из-за различных «недопониманий», в 9 % — из-за задержки с выплатой долга, в 7 % — из-за земельных споров или дележа наследства.

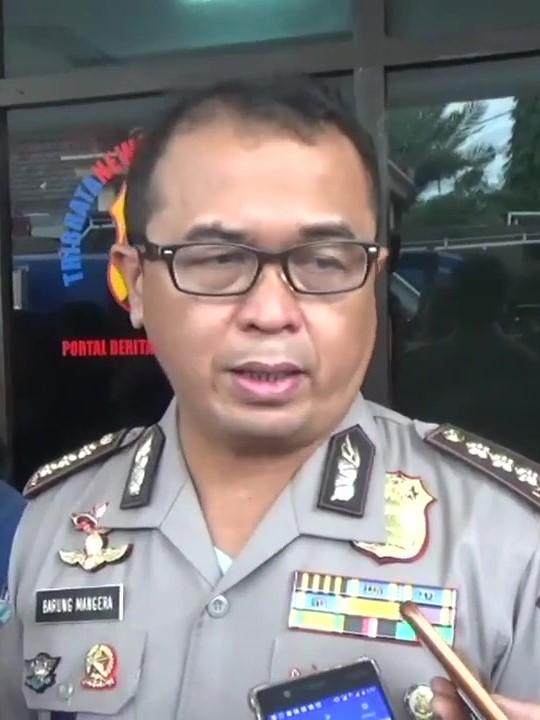
Начальнику пресс-службы полиции провинции Восточная Ява Франсу Барунгу Мангере нередко приходится отчитываться о расследовании мадурских чароков

По-прежнему случаются коллективные чароки, которые иногда принимают масштабы массовых побоищ. Наиболее кровопролитное из подобных столкновений произошло 13 июля 2006 года в деревне Буджур-Тенгах в центральной части острова: там в поножовщине погибло семь и было тяжело ранено по крайней мере девять человек. Бойня стала результатом длительной конфронтации двух группировок деревенского «истеблишмента» — во главе с бывшим и действующим старостами соответственно, в основе которой лежала судебная тяжба из-за земельного участка. Восстановить порядок и задержать выживших участников сражения удалось только после переброски в деревню более 300 полицейских из различных районов Восточной Явы. Ещё один случай коллективного чарока, вызвавший значительный общественный и медийный резонанс, произошел 12 января 2024 года в деревне Буми-Аньяр на северном побережье Мадуры. Там двое братьев из-за  перепалки на дороге — односельчане якобы чрезмерно грубо попеняли одному из них за слишком ярко включенную мотоциклетную фару — были вынуждены сражаться против десятерых противников и вышли из схватки победителями: убив четверых и обратив в бегство остальных, они сами отделались лишь небольшими порезами. По мнению ряда индонезийских СМИ, это событие наглядно подтвердило сохранение среди мадурцев пережитков, связанных с чароком: достаточно многие островитяне, особо не вникая в причины конфликта, не просто восхищались удалью братьев, но и были уверены в том, что их неуязвимость была обеспечена за счёт вмешательства сверхъестественных сил и с сожалением восприняли осуждение доблестных победителей на десятилетнее тюремное заключение. В Кетапанг-Лаоке, другой северомадурской деревне, 17 ноября 2024 года произошёл коллективный и опять-таки неравный чарок — уже на политической почве. Там накануне выборов главы округа с челуритами в руках отношения выясняли разные по численности группы сторонников двух претендентов на эту должность. В этом случае численное превосходство обеспечило победу: все оказавшиеся в меньшинстве получили ранения, один из них в тот же день скончался. 
При этом в современных условиях сама практика чарока претерпевает заметные изменения. Уже многие десятилетия «бои чести» проходят без уведомления сельских старейшин. Их участники, как правило, принимают максимальные меры предосторожности, чтобы не попасть в руки полиции: они не хвастают своей удалью в общественных местах, не выставляют на всеобщее обозрение окровавленные «победные» челуриты, а, напротив, прячут их, тщательно стирая с лезвий следы крови. Публичное одобрение чарока стало редкостью, хотя очень многие островитяне по-прежнему относятся к «боям чести» если не с одобрением, то с пониманием, и считают постыдным доносить на «дуэлянтов» в полицию. 
Самое существенное изменение коснулось старинных «благородных» правил чарока, предусматривающих заблаговременный вызов противника на бой и исключающих нападение на безоружного противника. По наблюдениям индонезийских СМИ, примерно с 1970-х годов эти правила стали соблюдаться далеко не всегда: чароком объявляется не только честное сражение по предварительной договорённости, но и внезапное нападение на совершенно не готового к бою человека. Таким образом, на острове к началу XXI века сложились две разновидности чарока, получившие соответствующие уточняющие названия: «чарок в открытую» (мад. carok ngonggai) и «чарок исподтишка» (мад. carok nyelep). Последняя практикуется всё более часто, что, по мнению местных правоохранительных органов, фактически стирает грань между обрядовым поединком и обычным убийством. Особую тревогу мадурской полиции вызывает тенденция к проведению коллективных чароков «исподтишка». Так, если вышеупомянутая битва двух братьев с десятком противников в деревне Буми-Аньяр проходила по классическим правилам, то по крайней мере часть убитых и раненых в ходе чароков 2006 года в Буджур-Тенгахе и 2024 года в Кетапанг-Лаоке составили безоружные, не готовые к сопротивлению граждане.

## Чарок в кинематографе
Обычай «боя чести» нашёл отражение в индонезийском кинематографе. В 1984 году режиссером Имамом Тантови по собственному сценарию был снят фильм «Чарок». Главный его герой, выходец из простой мадурской семьи студент-правовед Джамал пишет диплом о чароке. Эта тема связана для юноши с тяжелой личной историей: жертвой чарока стал его старший брат, и родители, а также многие знакомые осуждают его за нежелание отомстить. В итоге главный герой под давлением родни вызывает убийцу брата на поединок: в сражении на челуритах он оказывается на грани поражения, но в последний момент его противника закалывает вдова старшего брата. Принявший на себя вину Джамал попадает в тюрьму, откуда призывает своего младшего брата не брать с него пример.
Фильм стал заметным событием в национальном киноискусстве. Он собрал немалую зрительскую аудиторию и в 1985 году удостоился приза Индонезийского кинофестиваля. В то же время, на самой Мадуре фильм был воспринят неоднозначно. Некоторые местные общественные деятели упрекали Имама Тантови в слишком поверхностном взгляде на мадурскую культуру, а власти Банкалана запретили демонстрацию ленты в кинотеатрах на территории этого округа из опасений, что она может способствовать популяризации чарока среди молодёжи.